# Дхрами, Мунтас
Мунтас Дхрами (алб. Muntaz Dhrami, род. 10 ноября 1936, Гирокастра) — албанский скульптор.

## Образование
Дхрами окончил начальную и двухгодичную среднюю школу в Гирокастре.
В 1953—1956 годах он учился в Художественной школе «Иордан Миша» в Тиране, где защитил свой диплом. В 1956—1957 годах он работал моделью в фарфоровом кооперативе[уточнить]. В 1957—1961 годах он продолжил учёбу на скульптура в Ленинградском институте живописи, скульптуры и архитектуры. В 1961 году защитил диплом в Высшей школе искусств в Тиране с монументальной группой «Черцис Топулли» и «Михал Грамено». В период с 1961 по 1976 год работал преподавателем и деканом на факультете искусств при Высшей школе искусств в Тиране. Периодически он отстранялся от должности в качестве педагога и работал как независимый скульптур при реализации некоторых памятников.

## Творчество
Часто работал со скульпторами Кристаком Рама и Шабаном Хадери.

### Соавтор
- Памятник Кристофоридхи в Эльбасане (1962)
- Монумент независимости во Влёре (1970)
- Памятник «Мать Албания» в Тиране (1971)
- Монументальный рельеф в здании канцелярии премьер-министра в Тиране
- Автор памятника в Драшовице
- Монумент Пезе
- Обелиск образования в Гирокастре

### Личные работы
- Бюст Пал Вата в Лушнее
- Бюст Лири Гегос в Художественной галерее Тираны
- Портрет Руговы в Художественной галерее Тираны
- Бюст Джани Вретоса в Лесковике (1996)
- Портрет матери Терезы и т. д.
- Памятник Али-паше Тепелене
- Памятник Ласгушу Порадециту
- Памятник Митрушу Кутели

## Выставки и конкурсы

### Индивидуальные выставки
- 1967 Выставка в Университете Аммана — Иордания
- 1982 Выставка «Среди людей» в Дворце культуры в Тиране
- 1992 Выставка «За празднование независимости» в Национальном музее Тираны
- 1994 Персональная выставка «Дух Бетховена» Тирана
- 1996 Персональная выставка, посвященная 60-летию Национальной галереи искусств в Тиране
- 1997 Выставка «Музыкальные мотивы» в Международном центре культуры, Тирана
- 1999 Композиция «Поцелуй» (бронза) в галерее «le Miroir des Maîtres», Женева (Швейцария)

### Конкурсы
- Почетный лауреат премии «Bienalen e Aleksandrisë» (1964)
- Лауреат нескольких государственных премий
- Имеет титул «Народного скульптора» (1978)